# Poly(A) polymérase
La poly(A) polymérase (PAP) est une nucléotidyltransférase qui catalyse la réaction :
ATP + ARNn  {\displaystyle \rightleftharpoons }  diphosphate + ARNn+1.
Cette enzyme intervient dans l'addition d'une queue poly(A) à l'extrémité 3' d'un ARN prémessager (pré-ARNm) nouvellement synthétisé au cours de la transcription. La protéine résulte de l'addition finale à un grand complexe protéique qui contient également des unités plus petites appelées CPSF (en) (Cleavage and Polyadenylation Specificity factor) et CStF (en) (Cleavage Stimulation Factor). Sa liaison est indispensable au clivage de l'extrémité 3' de l'ARN prémessager. Après clivage de la région 3' de signalisation qui conduit l'assemblage de ce complexe, la poly(A) polymérase ajoute la queue poly(A) à la nouvelle extrémité 3'.
La vitesse à laquelle cette enzyme ajoute des résidus d'adénosine dépend de la présence d'une autre protéine régulatrice, la PABPII (en) ou polyadenine binding protein II. Les premiers nucléotides sont ajoutés très lentement mais la petite queue poly(A) se lie à la PABPII qui accélère alors cette réaction pour atteindre une longueur de poly(A) d'environ 200 à 250 résidus d'adénosine.
La poly(A) polymérase est phosphorylée par le MPF, élément clé de la régulation du cycle cellulaire.